# 模擬ドラフト
模擬ドラフト（もぎドラフト）は、1988年に小関順二が「ドラフト会議倶楽部」を結成して開始した、日本のプロ野球各球団スカウト・編成部担当者になったつもりでその年の日本のアマチュア野球選手を指名しようという野球ゲームである。テーブルゲームに極めて近いゲームであると言える。

## 概要
上述のとおり1988年の第1回目が開催され、2007年に20周年を迎えた。
当初は現実のプロ野球ドラフト会議と同様、6名まで入札する（競合した時は抽選）という形式であったが、1993年に現実のドラフト会議において逆指名制度と3位以下のウェーバー方式が採用されて以降は、1・2位については入札のうえ競合の場合は抽選、3位以降についてはウェーバー・逆ウェーバーを採用するようになった。
模擬ドラフトは、開始当初は小関らが各球団の指名を予想するものだった。しかし現在は、メンバー交代もあったためか各球団の指名する選手については、各球団担当者による担当球団に対する分析や他球団の動向に関する推測のほか選手に対する好みからの指名などもあり、必ずしも実際のドラフトの動向とは一致しない。つまり、一部で未だに言われているような各球団のドラフト指名選手を予測するものではないと言える。
以下、2006・07両年に開催された模擬ドラフトの概要に触れる。

### 2006年の模擬ドラフト
2006年は現実のドラフトに合わせて高校生ドラフトが9月下旬に、大学生・社会人ドラフト（以下大社ドラフトと略する）が11月上旬に分けられて開催された。

#### 高校生ドラフト
この時のドラフトでは、現実のドラフトと異なる次のルールが採用された。
- 全球団が2巡目を指名できる。外れ1・2巡目も入札。
- 指名枠を7名とする。
  - 実際には、この枠を使い切らず1990年以来16年振りに指名を途中で打ち切る球団が出た。
- プロ志望届提出の有無に関わらず指名できる。
  - このため、志望届を出していれば上位指名確実と言われていた斎藤佑樹投手（早稲田実業）が入札1巡目で競合する事態となった。

この時の模擬ドラフトでは各担当者が他球団の動きを読み違えたためか、増渕竜義投手（鷲宮高校）と大嶺祐太投手（八重山商工）がそれぞれ1巡目の外れで複数球団競合になる事態が発生した。これには、上述の斉藤が入札可能だったことも影響していると見られる。その一方で、現実には広島の単独指名だった前田健太投手が広島を含む2球団競合となった。
その他、実際のドラフトで指名された3巡目までの選手は、模擬ドラフトにおいて以下の順位で指名されている。
| 現実の球団名・指名順位 | 選手名     | 模擬ドラフトの順位      |
| ---------------------- | ---------- | ----------------------- |
| 横浜外れ1巡目          | 北篤       | 日本ハム3巡目           |
| 横浜3巡目              | 梶谷隆幸   | 巨人2巡目               |
| 楽天1巡目              | 田中将大   | 楽天1巡目               |
| 楽天3巡目              | 山本大明   | 指名無し                |
| 広島1巡目              | 前田健太   | 楽天1巡目               |
| 広島3巡目              | 會澤翼     | 指名無し                |
| オリックス外れ1巡目    | 延江大輔   | 広島外れの外れ1巡目     |
| オリックス3巡目        | 梅村学人   | ロッテ外れの外れ1巡目   |
| 巨人外れ1巡目          | 坂本勇人   | 阪神外れ1巡目           |
| 巨人3巡目              | 田中大二郎 | ヤクルト3巡目           |
| ロッテ1巡目            | 大嶺祐太   | オリックス外れ1巡目     |
| ロッテ2巡目            | 佐藤賢治   | ソフトバンク3巡目       |
| ロッテ3巡目            | 黒滝将人   | 横浜4巡目               |
| ヤクルト1巡目          | 増渕竜義   | 横浜外れ1巡目           |
| ヤクルト3巡目          | 上田剛史   | 横浜3巡目               |
| ソフトバンク外れ1巡目  | 福田秀平   | 広島外れ2巡目           |
| ソフトバンク3巡目      | 伊奈龍哉   | オリックス2巡目         |
| 阪神外れ1巡目          | 野原将志   | ソフトバンク外れ1巡目   |
| 阪神3巡目              | 橋本良平   | 楽天2巡目               |
| 西武外れ1巡目          | 木村文和   | 阪神2巡目               |
| 西武3巡目              | 朱大衛     | 阪神3巡目               |
| 中日1巡目              | 堂上直倫   | 中日1巡目               |
| 中日3巡目              | 福田永将   | 広島3巡目               |
| 日本ハム外れ1巡目      | 吉川光夫   | 西武外れ2巡目           |
| 日本ハム3巡目          | 植村祐介   | ヤクルト外れの外れ1巡目 |

#### 大社ドラフト
この時の模擬ドラフトでは、以下のルールが採用された。
- 希望入団枠を認めない。このため、現実のドラフトにおいて希望入団枠での獲得が決定している選手を他球団も指名できる。
- 高校生ドラフトと同様に指名枠は7名。
- 高校生ドラフトと同様に2巡目も指名できる。但し今回は、外れ1・2巡目はウェーバー・逆ウェーバー方式を採用。

ここでは、ソフトバンクが森福允彦投手（シダックス）を、広島が小松聖投手（JR九州）をそれぞれ1位で入札するなど、既に判明していた現実のドラフトにおける担当球団の方針（ソフトバンクは近大の大隣憲司投手を、広島はホンダ鈴鹿の宮崎充登投手を希望入団枠により獲得）とは違う作戦を採った球団が出た。

### 2007年の模擬ドラフト
2007年9月15日に都内で開催された。今回は高校生ドラフトを開催後、同一の担当者で大社ドラフトも開催された。なお、この時の模擬ドラフトに小関は参加しなかったとのことである。

#### 高校生ドラフト
今回の模擬ドラフトでは、現実のドラフト及び2006年の模擬ドラフトとは異なる次のルールが採用された。未記載の部分については、2006年と同様である。
- 現実のドラフトでは4巡目以下からの参加となった西武は1巡目から参加。
- 外れ1・2巡目はウェーバー・逆ウェーバー方式を採用した。
- 指名枠は6名。
- ウェーバー順位は前日時点のペナントレースの順位に因った。

現実のドラフトにおいては佐藤由規（仙台育英高校）・中田翔（大阪桐蔭高校）唐川侑己（成田高校）の3名のみ1巡目の入札があったが、模擬ドラフトでは髙濱卓也（横浜高校）も入札1巡目で指名された。また、現実のドラフトでは佐藤由規への指名が最多だったが、この模擬ドラフトでは中田への指名が半数以上となった。

#### 大社ドラフト
- 全て上記の高校生ドラフトと同一ルールで開催された。

## 模擬ドラフトへの参加方法
かつて『野球小僧』（復刻版を含む；白夜書房刊）に当時のドラフト会議倶楽部事務局担当者の名前が掲載されていたが、復刻版発行前にその人物は事務局担当を退任されたため、2007年9月現在、模擬ドラフトに参加するための対外的な窓口は存在しない。しかし、実際に小関らが新規参加者を認めない旨の発言をしていないことから、何らかの方法で関係者に接触できれば、模擬ドラフトに参加できる可能性は残されているようである。

## インターネット上の類似行事
1996年末にドラフトホームページで仮想ドラフトと呼ばれるインターネット上での類似のイベントが開催されると、以後様々なサイト等で開催されている。